# Martis
Martis (sardinski: Màltis, galurski: Màlti) je grad i općina (comune) u pokrajini Sassariju u regiji Sardiniji, Italija. Nalazi se na nadmorskoj visini od 295 metara i ima 517 stanovnika.
 Prostire se na 22,96 km². Gustoća naseljenosti je 23 st/km².
Susjedne općine su: Chiaramonti, Laerru, Nulvi i Perfugas.